# 女王蛇屬
女王蛇屬（學名：Regina）是蛇亞目新蛇科下的一個屬，此屬下的蛇主要以螯蝦為食（亦會進食其它如蛙類、魚類等，不過會以螯蝦為優先選擇）。拉丁文中的「Regina」即「女王」之意。屬下共有四個品種，分布位置大約在美國的東南部地區。

## 品種
- 食蝦紋蛇（Regina alleni，Garman，1874）
- 格氏食蝦蛇（Regina grahamii，Baird & Girard，1853）
- 光滑食蝦蛇（Regina rigida，Say，1825）
- 女王蛇（Regina septemvittata，Say，1825）

## 外部連結
- （英文）TIGR爬蟲類資料庫：女王蛇屬